# جاك غولدن
جاك غولدن (بالإنجليزية: Jack Golden)‏ هو لاعب كرة قدم أمريكية أمريكي، ولد في 28 يناير 1977 في هارفي في الولايات المتحدة.

## وصلات خارجية
- جاك غولدن على موقع مرجع كرة القدم المحترفة.كوم (الإنجليزية)